# 죄인 (영화)
"죄인"은 2016년에 개봉한 대한민국의 영화이다.

## 캐스팅
- 김하정 : 최수빈 역
- 김종호 : 유가준 역
- 김민성 : 유범준 역
- 소백산 : 백정이 역
- 최종환 : 장영길 역
- 최정현 : 채윤정 역
- 안태운 : 태진 역
- 장현수 : 임주안 목사 역
- 강지웅 : 주동춘 형사 역
- 이성진 : 아놀드 보스 역
- 김희수 : 주정은 역
- 유은진 : 한별이 역
- 유금옥 : 한별이 엄마 역
- 김태성 : 황태자 역
- 김태민 : 황태손 역
- 최용성 : 흑곰 역
- 진형원 : 똘추 역
- 김준희 : 황태자 엄미 역
- 정재수 : 아놀드 친구 역
- 박균종 : 박 형사 역
- 정효성 : 은주 역
- 김용근 : 김 목사 역